# Marie Viktorie Savojská
Marie Viktorie Savojská (Maria Vittoria Francesca; 9. února 1690, Turín – 8. července 1766, Paříž) byla legitimizovaná dcera Viktora Amadea II. Sardinského, prvního krále z rodu Savojských. Provdala se za hlavu vedlejší větve rodu Savojských a stala se předkyní sardinských a savojských italských králů.

## Život

### Dětství
Marie Viktorie Františka Savojská byla dcerou sardinského krále Viktora Amadea II. a jeho Maîtresse-en-titre Jeanne Baptiste d'Albert de Luynes. Narodila se 9. února 1690, když byl její otec vládnoucím savojským vévodou, poměr jejích rodičů začal na počátku roku 1689. Dcera francouzského vévody význačného původu a manželka předního savojského šlechtice se zpočátku snažila vyhnout tomu, aby se stala milenkou savojského vévody. Ale ctižádost přiměla rodinu jejího manžela a dokonce i vévodovu manželku, Annu Marii Orleánskou, aby poměr podpořili.
Matku činila její vlastní popularita neoblíbenou u savojského dvora. Otec Marie Viktorie, žárlivý a posedlý Jeanne Baptiste nakonec nechal milenku zmizet z dohledu dvora. Jeanne Baptiste se v roce 1700 rozhodla ze Savojska uprchnout a hledat útočiště u francouzského krále Ludvíka XIV.
Když matka v roce 1700 uprchla ze Savojska, zůstala Marie Viktorie a její mladší bratr Viktor František ve vévodství v péči otce. Ten oba sourozence uznal za své a jmenoval je markýzem a markýzou ze Susy.

### Manželství
V roce 1713 získal Viktor Amadeus královskou důstojnost a stal se sicilským králem (v roce 1720 byl evropskými mocnostmi nucen vyměnit tuto zemi za Sardinii, přičemž si ponechal titul krále). V polovině roku 1714 domluvil Viktor Amadeus zásnuby po vzoru Ludvíka XIV., který oddával své legitimizované potomstvo s královskými příbuznými, princi královské krve. 7. listopadu 1714 se třiadvacetiletá Marie Viktorie na zámku Moncalieri provdala za knížete Viktora Amadea I. z Carignana. Její otec dal jejímu manželovi roční příjem 400 000 livrů, částečně proto, aby zmírnil újmu na knížecí důstojnosti Carignanů za to, že se podvolili manželskému svazku s dámou narozenou mimo manželství.
Její otec měl knížete Viktora Amadea rád, ale v roce 1717 bylo zjištěno, že je kníže hluboce zadlužený a královu přízeň ztratil. Výsledkem bylo, že její manžel v červenci 1718 uprchl do Francie, kde vládl jako regent Filip II. Orleánský a kam cestoval jako hrabě z Bosca. Marie Viktorie manžela brzy následovala.

### Francie
Pár se usadil v Paříži u dvora dětského krále Ludvíka XV., který žil v Palais des Tuileries. Její manžel byl jmenován Intendantem des Ménus Plaisirs - jakýmsi regentovým ceremoniářem. Manželé žili v Hôtelu de Soissons, na který si činili nárok na základě dědictví Savojských-Soissons, které bylo zabaveno, když se Savojsko stalo nepřítelem Francie za Ludvíka XIV. během války o španělské dědictví. Marie Viktorie a její manžel vedli v Hôtelu de Soissons skandální život a místo proměnili v jedno z nejnebezpečnějších pro hazard v hlavním městě.
Marie Viktorie si nakonec utvořila blízký vztah s kardinálem Fleurym, "ona předstírá zbožnost a vydělává peníze na transakcích dvora prostřednictvím kardinála, se kterým je zadobře". Intimní vztah měla s Louisem Henrim de Bourbon-Condé, prvním ministrem Ludvíka XV. po smrti Filipa Orleánského.
Postavení jejího manžela a jejich konexe na francouzském dvoře byly pro jejich poměry důležité, protože kníže Viktor Amadeus si ve Francii vytvořil obrovské dluhy a přidal je k těm, které nakupil již v Savojsku.
Marie Viktorie údajně intrikovala s vévodou z Bourbonu a vše hlásila svému otci v Savojsku, takže se fakticky chovala jako špiónka. Oznámila také pokusy královny Marie Leszczyńské politicky ovlivnit Ludvíka XV. – to zahrnovalo snahu vévody Bourbonského zbavit se Fleuryho, což pro vévodu skončilo velmi špatně. Marie Viktorie údajně zůstala loajální vůči Fleurymu: když vévoda z Bourbonu přes prostředníka navrhl, že pokud by mohla napravit vztah mezi ním a kardinálem, byly by vyrovnány obrovské dluhy jejího manžela ve Francii i v Savojsku a byl by jí zajištěn příjem půl milionu livrů, rozhořčeně odmítla.
Královna prý hledala radu u Marie Viktorie, jak se usmířit s králem, když se urazil nad jejími pokusy zasahovat do jeho vztahů s Fleurym. Poradila královně, aby se napříště přestala zapojovat do politiky a chovala se pouze jako vzorná manželka nejkřesťanštějšího francouzského krále, a královna Marie její rady uposlechla. Marie Viktorie se však s královnou nikdy nesblížila; v roce 1726 ona a Fleury spekulovali o tom, kdo nahradí Marii, pokud zemře při porodu.
Marie Viktorie zažila v roce 1740 sňatek svého syna s lankraběnkou Kristýnou Hesensko-Rotenburskou, jejíž sestra Karolína se v roce 1728 provdala za zneuctěného bourbonského vévodu.

### Pozdější život
Její manžel zemřel v Hôtelu de Soissons v dubnu 1741 těžce zadlužen; jako vdova žila Marie Viktorie klidným životem, přesto se jí podařilo zařídit sňatek její dcery Anny Terezy s ovdovělým knížetem Charlesem de Soubise. Anna Tereza měla jediné dítě, dceru Viktorii, která se později stala oficiální guvernantkou dcery Ludvíka XVI., Marie Terezie Bourbonské.
V roce 1763 Leopold Mozart napsal v dopise: "dnes moje holčička dostala od kněžny Carignan malou průhlednou tabatěrku, vykládanou zlatem, a Wolfgang kapesní pouzdro na psaní ve stříbře se stříbrnými pery, kterými si mohl psát své kompozice; je to tak malé a skvěle zpracované, že se to ani nedá popsat."
Marie Viktorie Savojská zemřela 8. července 1766 ve věku 76 let v Paříži.

## Potomstvo
S manželem Viktorem Amadeem měla Marie Viktorie pět dětí, z nichž se dvě dožily dospělosti:
- Princ Josef Viktor Amadeus Savojský (1716)
- Princezna Anna Tereza Savojská (1. listopadu 1717 – 5. dubna 1745) ⚭ Charles de Rohan, kníže ze Soubise; měla potomky
- Princ Ludvík Viktor Savojský, kníže z Carignana (25. září 1721 – 16. prosince 1778)
- Princ Viktor Amadeus Savojský (1722)
- dcera (1729)

## Vývod z předků
|                         |                                    |  |                 |                                |  |  |  |  |  |  |  | Karel Emanuel I. Savojský |
|                         |                                    |  |                 |                                |  |  |  |  |  |  |  |                           |
|                         | Viktor Amadeus I.                  |  |                 |                                |  |  |  |  |  |  |  |                           |
|                         |                                    |  |                 |                                |  |  |  |  |  |  |  |                           |
|                         |                                    |  |                 | Kateřina Michaela Španělská    |  |  |  |  |  |  |  |                           |
|                         |                                    |  |                 |                                |  |  |  |  |  |  |  |                           |
|                         | Karel Emanuel II. Savojský         |  |                 |                                |  |  |  |  |  |  |  |                           |
|                         |                                    |  |                 |                                |  |  |  |  |  |  |  |                           |
|                         |                                    |  |                 | Jindřich IV. Francouzský       |  |  |  |  |  |  |  |                           |
|                         |                                    |  |                 |                                |  |  |  |  |  |  |  |                           |
|                         | Kristina Bourbonská                |  |                 |                                |  |  |  |  |  |  |  |                           |
|                         |                                    |  |                 |                                |  |  |  |  |  |  |  |                           |
|                         |                                    |  |                 | Marie Medicejská               |  |  |  |  |  |  |  |                           |
|                         |                                    |  |                 |                                |  |  |  |  |  |  |  |                           |
|                         | Viktor Amadeus II.                 |  |                 |                                |  |  |  |  |  |  |  |                           |
|                         |                                    |  |                 |                                |  |  |  |  |  |  |  |                           |
|                         |                                    |  |                 | Jindřich I. z Nemours          |  |  |  |  |  |  |  |                           |
|                         |                                    |  |                 |                                |  |  |  |  |  |  |  |                           |
|                         | Karel Amadeus Savojský             |  |                 |                                |  |  |  |  |  |  |  |                           |
|                         |                                    |  |                 |                                |  |  |  |  |  |  |  |                           |
|                         |                                    |  |                 | Anna Lotrinská                 |  |  |  |  |  |  |  |                           |
|                         |                                    |  |                 |                                |  |  |  |  |  |  |  |                           |
|                         | Marie Johanna Savojská             |  |                 |                                |  |  |  |  |  |  |  |                           |
|                         |                                    |  |                 |                                |  |  |  |  |  |  |  |                           |
|                         |                                    |  |                 | Jindřich IV. Francouzský       |  |  |  |  |  |  |  |                           |
|                         |                                    |  |                 |                                |  |  |  |  |  |  |  |                           |
|                         | Alžběta Bourbonská                 |  |                 |                                |  |  |  |  |  |  |  |                           |
|                         |                                    |  |                 |                                |  |  |  |  |  |  |  |                           |
|                         |                                    |  |                 | Gabrielle d'Estrées            |  |  |  |  |  |  |  |                           |
|                         |                                    |  |                 |                                |  |  |  |  |  |  |  |                           |
| Marie Viktorie Savojská |                                    |  |                 |                                |  |  |  |  |  |  |  |                           |
|                         |                                    |  |                 |                                |  |  |  |  |  |  |  |                           |
|                         |                                    |  | Honoré d'Albert |                                |  |  |  |  |  |  |  |                           |
|                         |                                    |  |                 |                                |  |  |  |  |  |  |  |                           |
|                         | Charles d'Albert, vévoda de Luynes |  |                 |                                |  |  |  |  |  |  |  |                           |
|                         |                                    |  |                 |                                |  |  |  |  |  |  |  |                           |
|                         |                                    |  |                 | Anna de Rodulf                 |  |  |  |  |  |  |  |                           |
|                         |                                    |  |                 |                                |  |  |  |  |  |  |  |                           |
|                         | Louis Charles d'Albert de Luynes   |  |                 |                                |  |  |  |  |  |  |  |                           |
|                         |                                    |  |                 |                                |  |  |  |  |  |  |  |                           |
|                         |                                    |  |                 | Herkules z Montbazonu          |  |  |  |  |  |  |  |                           |
|                         |                                    |  |                 |                                |  |  |  |  |  |  |  |                           |
|                         | Marie de Rohan                     |  |                 |                                |  |  |  |  |  |  |  |                           |
|                         |                                    |  |                 |                                |  |  |  |  |  |  |  |                           |
|                         |                                    |  |                 | Madeleine de Lenoncourt        |  |  |  |  |  |  |  |                           |
|                         |                                    |  |                 |                                |  |  |  |  |  |  |  |                           |
|                         | Jeanne Baptiste d'Albert de Luynes |  |                 |                                |  |  |  |  |  |  |  |                           |
|                         |                                    |  |                 |                                |  |  |  |  |  |  |  |                           |
|                         |                                    |  |                 | Ludvík de Rohan                |  |  |  |  |  |  |  |                           |
|                         |                                    |  |                 |                                |  |  |  |  |  |  |  |                           |
|                         | Herkules z Montbazonu              |  |                 |                                |  |  |  |  |  |  |  |                           |
|                         |                                    |  |                 |                                |  |  |  |  |  |  |  |                           |
|                         |                                    |  |                 | Eleonora de Rohan              |  |  |  |  |  |  |  |                           |
|                         |                                    |  |                 |                                |  |  |  |  |  |  |  |                           |
|                         | Anna de Rohan                      |  |                 |                                |  |  |  |  |  |  |  |                           |
|                         |                                    |  |                 |                                |  |  |  |  |  |  |  |                           |
|                         |                                    |  |                 | Claude de Bretagne             |  |  |  |  |  |  |  |                           |
|                         |                                    |  |                 |                                |  |  |  |  |  |  |  |                           |
|                         | Marie de Bretagne d'Avaugour       |  |                 |                                |  |  |  |  |  |  |  |                           |
|                         |                                    |  |                 |                                |  |  |  |  |  |  |  |                           |
|                         |                                    |  |                 | Kateřina Fouquet de La Varenne |  |  |  |  |  |  |  |                           |
|                         |                                    |  |                 |                                |  |  |  |  |  |  |  |                           |